# Tărtășești
Tărtășești là một xã thuộc hạt Dâmbovița, România. Dân số thời điểm năm 2002 là 5127 người.